# MedEvac

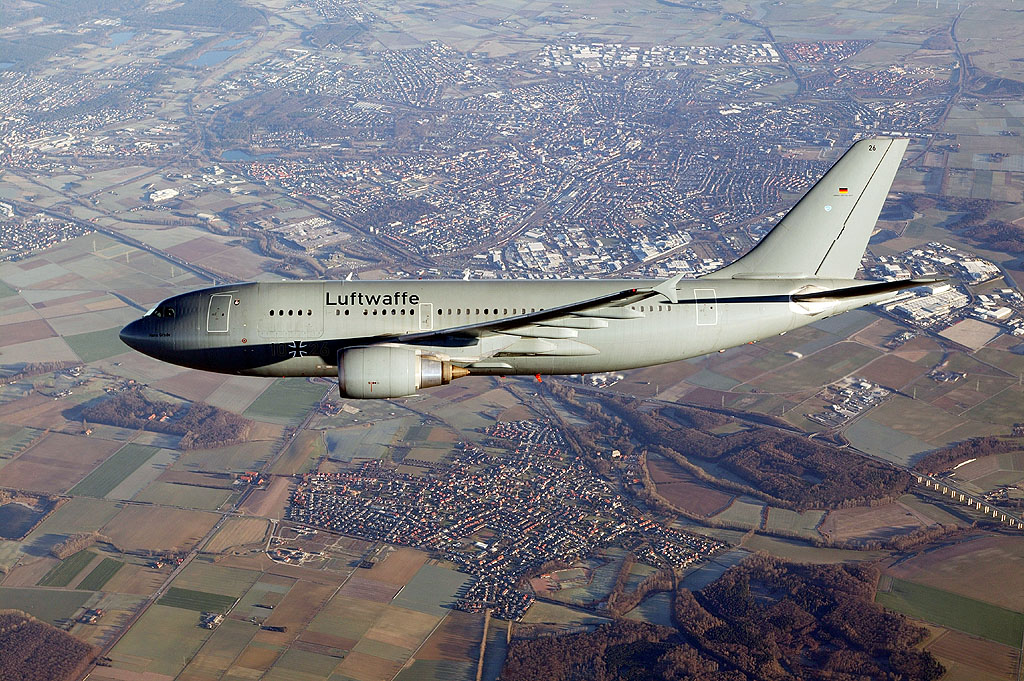
Airbus A310-304 MRTT MedEvac „Hans Grade“ der Luftwaffe

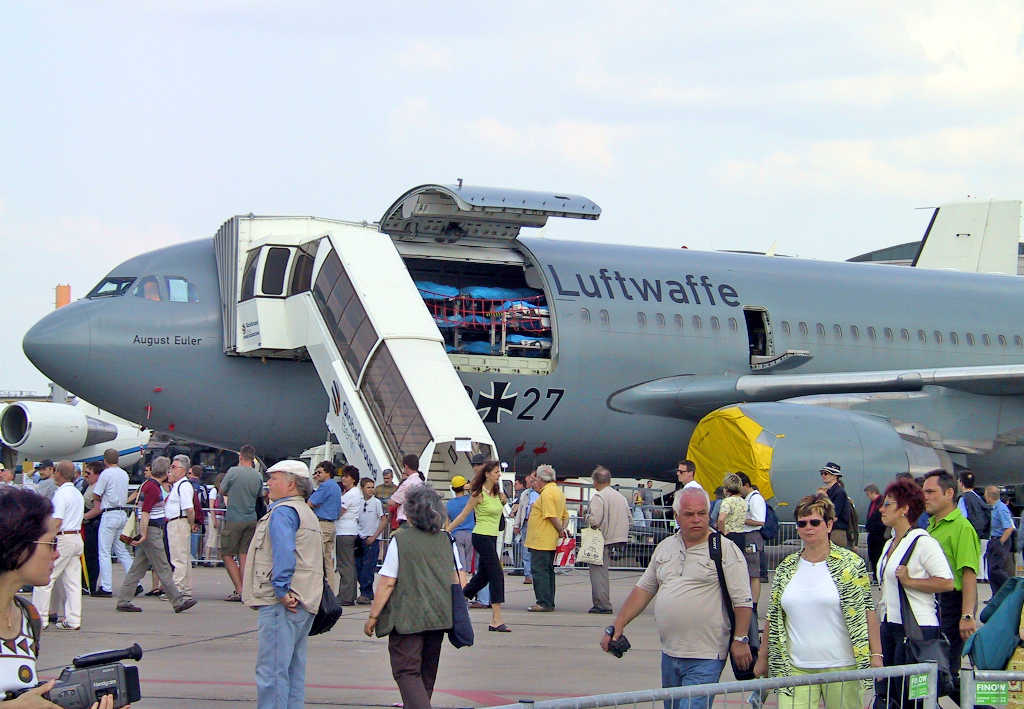
A310-304 MRT MedEvac „August Euler“ der Luftwaffe auf der ILA 2002

Medical evacuation (MedEvac; deutsch medizinische Evakuierung) bezeichnet den Abtransport verletzter Personen aus unsicheren Gebieten oder Luftverlastung derselben in qualifizierte medizinische Versorgung. Dies kann sowohl über Land oder See oder per Lufttransport (AirMedEvac) erfolgen. Die militärische MedEvac ist Teil der Rettungskette (Tactical Evacuation Care) im Rahmen der Verwundetenversorgung im Gefecht.
Beim AirMedEvac werden Patienten meist mit Einsatzmitteln des Such- und Rettungsdienstes über lange oder kurze Strecken verlegt. Genutzt werden flexibel einsetzbare Hubschrauber und auch Flugzeuge für internationale oder interkontinentale Einsätze.

## Geschichte
Die erste fliegerische MedEvac-Operation fand im Deutsch-Französischen Krieg 1870/71 statt, als 164 verwundete Personen mit Beobachtungsballons aus Paris in Sicherheit gebracht wurden.
Deutschland sammelte im Spanischen Bürgerkrieg erste Erfahrungen mit MedEvac. Zu Beginn des Zweiten Weltkriegs im September 1939 gab es hauptsächlich MedEvac-Operationen in Polen, bei denen etwa 2.500 Soldaten mit Junkers Ju 52 ausgeflogen wurden. Erste Einsätze mit Luftfahrzeugen erfolgten während des Russlandfeldzuges mit dem Fieseler Fi 156, der für das Frontgebiet eine extrem gute Kurzstarteigenschaft aufweist. Erste Erfahrungen mit Hubschraubern Focke-Achgelis Fa 223 wurden im Kaukasus durch  Gebirgsdivisionen gewonnen.

## Einbindung am Boden
Unabdingbarer Bestandteil jeder MedEvac-Operation ist der adäquate bodengebundene Transport der Patienten aus dem Schadengebiet zum Luftfahrzeug und vom Zielflughafen zur klinischen Finalversorgung. Dazu werden oftmals Fahrzeuge des Rettungsdienstes und des Katastrophenschutzes genutzt.

## Arten der luftgestützten MedEvac

### Strategic-Aeromedical-Evacuation
Für den Langstreckenintensivtransport (Strategic-Aeromedical-Evacuation / StratAirMedevac) stehen der Bundeswehr folgende Flugzeugtypen der Luftwaffe und der Multinational MRTT Unit zur Verfügung.
- Airbus A400M – Mittelstrecke, 4535 km Reichweite bei einer Nutzlast von 30 t und 6390 km bei 20 t.[1]
- Airbus A319 CJ – Mittel- und Langstrecke, Reichweite 7.400 km[2]
- Airbus A321neo LR – Mittel- und Langstrecke, Reichweite 7.778 km[3][4]
- Airbus A330 MRTT – Langstrecke, Reichweite ca. 13.400 km. (Im Rahmen der Teilhabe am NATO-Lufttransportverband Multinational MRTT Unit)[5][6][7]

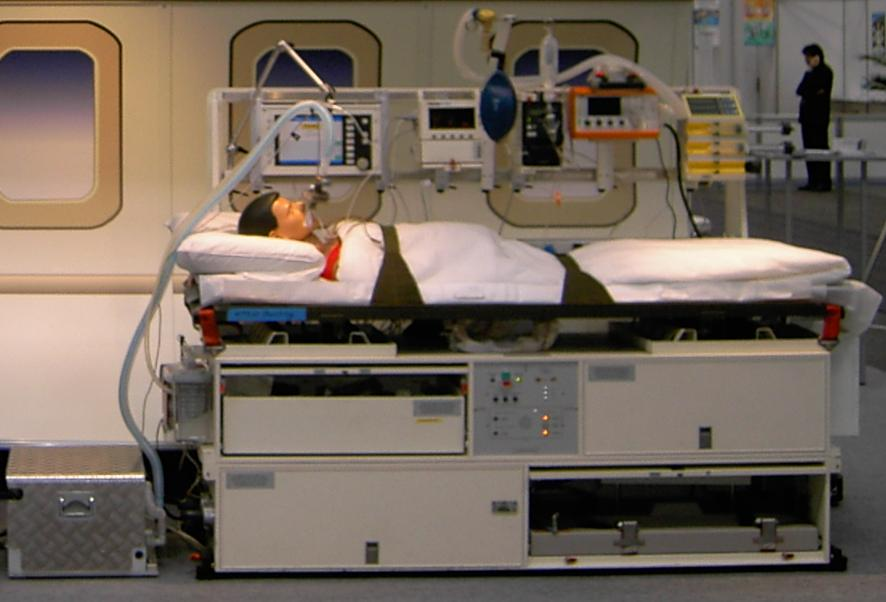
Patiententransporteinheit (PTE) für Intensivtransporte (ausgestellt auf der CeBIT 2005)

Langjährig bei der Bundeswehr eingesetzte MedEvac-Flugzeuge waren die umgebauten Airbus A310 MRTT (Multi Role Transport Tanker). Diese waren der Flugbereitschaft des Bundesministeriums der Verteidigung (BMVg) unterstellt, am Flughafen Köln/Bonn stationiert und konnten an Bord maximal 56 Verletzte aufnehmen. Daneben gab es auch sechs Intensivbetten für Schwerstverletzte (Patiententransporteinheit). Die Reichweite lag bei 10.560 km. Die A310 wurde 2022 bei der Bundeswehr ausgemustert und durch A321neo LR der Luftwaffe, sowie A330 MRTT der Multinational MRTT Unit ersetzt.
Die Flugbereitschaft des Bundesministeriums der Verteidigung hielt Stand 2023 ständig einen A319 CJ und einen A321neo LR in StratAirMedEvac-Bereitschaft.
Vom Lufttransportgeschwader 62 wird ein A400 M für Intensive Care Aeromedical Evacuation-Einsätze in Bereitschaft gehalten (24/7).

### Forward Air Medical Evacuation
Für die luftgestützte Rettung von Verwundeten (Forward Air Medical Evacuation / FAM) stehen der Bundeswehr mittelschwere militärische Transporthubschrauber vom Typ NATO-Helicopter 90 (NH90) zur Verfügung.

### Casualty Evacuation
Für Verwundetenrettung (Casualty Evacuation / CasEvac) werden international weitere Hubschraubertypen verwendet.
- Rettungshubschrauber (RTH) für die Notfallrettung
- Intensivtransporthubschrauber (ITH) und
- Großraum-Rettungshubschrauber (GRH) für Katastropheneinsätze

## Einsatz in Katastrophen- und Kriegsgebieten

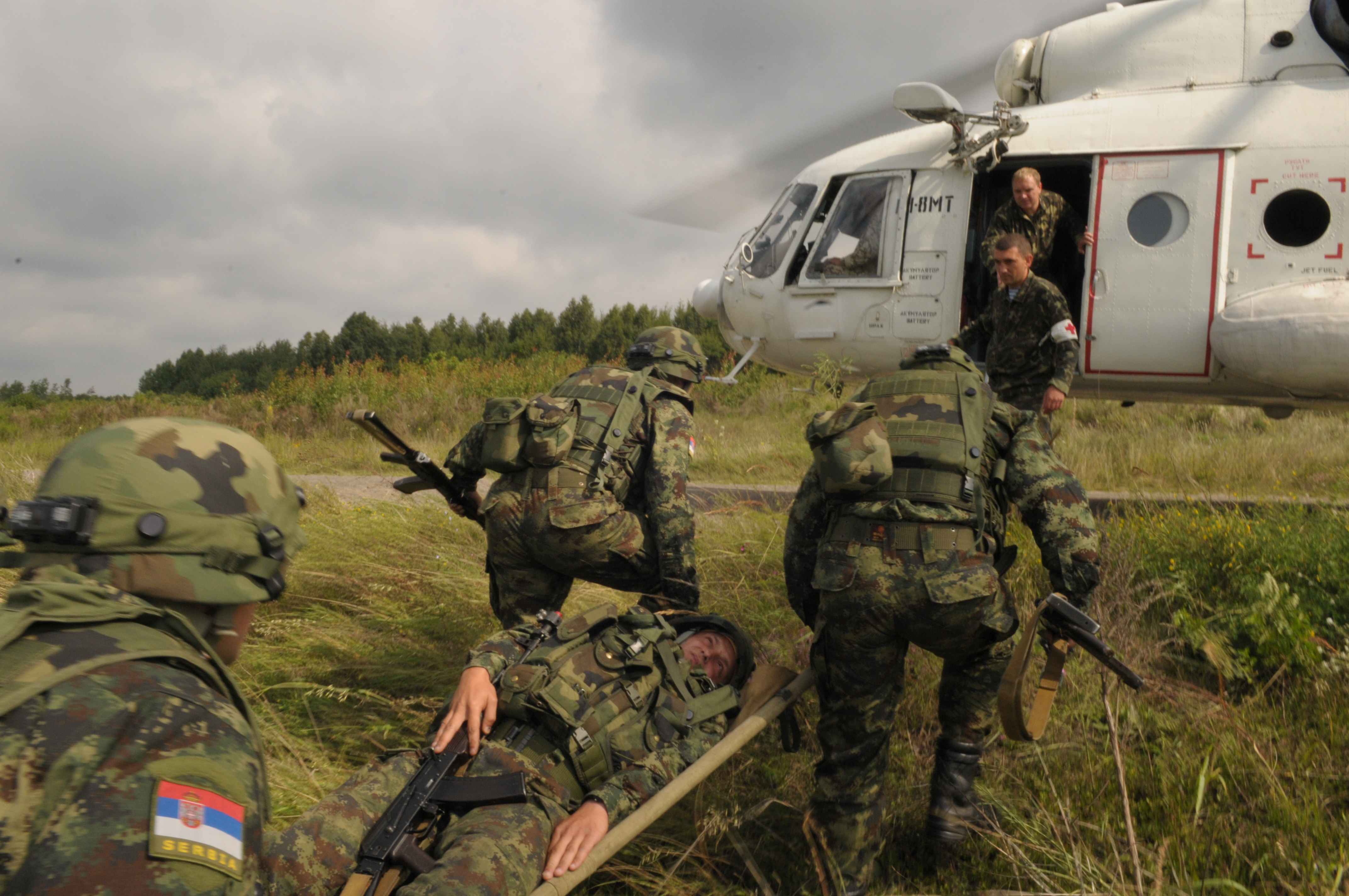
Serbische und Ukrainische Soldaten üben den Abtransport eines Verwundeten während eines Manövers, 2011

In akuten Konfliktsituationen verfügen die meisten Militärs über ein Evakuierungs- bzw. Unterstützungsprotokoll, das den Transport von Verletzten oder auch das Zubringen von Sanitätsfachpersonal regelt. Im Normalfall werden diese 'MedEvac'-Einsätze von Hubschraubern geflogen, da sie für Evakuierungseinsätze während laufender Gefechte aufgrund ihrer Flexibilität am besten geeignet sind.
Erstmals wurde eine MedEvac-Maschine vom Typ Airbus im November 2000 eingesetzt, als verletzte Palästinenserkinder aus dem Gazastreifen zur Behandlung nach Deutschland gebracht wurden. Darüber hinaus kamen die Maschinen unter anderem auch 2002 während des Jahrhunderthochwassers der Elbe, 2003 nach dem Anschlag auf Bundeswehrsoldaten in der afghanischen Hauptstadt Kabul, 2004 bei den Rücktransporten Verletzter nach dem Seebeben im Indischen Ozean 2004 in Phuket (Thailand) und von verwundeten Soldaten Anfang April 2010 nach Gefechten der Bundeswehr mit den Taliban zum Einsatz. 2019 wurden verletzte deutsche Touristen nach einem Busunglück auf Madeira zur Behandlung nach Deutschland ausgeflogen. MedEvac-Einsätze finden fortlaufend nach Bedarf und gegebenenfalls auch im Rahmen zwischenstaatlicher Hilfeleistung statt. So fand zum Beispiel im September 2014 eine Mission statt, dabei flog die A310 bei der Krise in der Ukraine verletzte ukrainische Soldaten zur Behandlung nach Deutschland. Weitere Flüge zum Transport von ukrainischen oder kurdischen Patienten aus den Reihen der Peschmerga im Nordirak nach Deutschland fanden 2015 und 2016 wiederholt statt.
Während der COVID-19-Pandemie wurden mit MedEvac-Flugzeugen der Bundeswehr Intensivpatienten aus Italien nach Deutschland geflogen. Je Flug wurden sechs Patienten mit Beatmungsgeräten transportiert.
Die Maschine A310 MedEvac fliegt vom Flugplatz in Rzeszów schwerverletzte ukrainische Kinder und Erwachsene nach Deutschland. Die Ukraine bat die Europäische Union um Hilfe, die Bitte wurde der Bundesregierung weitergereicht. Diesen Auftrag führt die Flugbereitschaft des Bundesministeriums der Verteidigung aus.